# NGC 5134
NGC 5134 is een balkspiraalstelsel in het sterrenbeeld Maagd. Het hemelobject werd op 10 maart 1785 ontdekt door de Duits-Britse astronoom William Herschel.

## Synoniemen
- ESO 576-52
- MCG -3-34-73
- IRAS 13225-2052
- PGC 46938